# Герхард IV (Гелдерн)
Герхард (III) IV фон Гелдерн (на немски: Gerhard IV von Geldern, * ок. 1185, † 22 октомври 1229) от Дом Васенберг, е граф на Гелдерн и Цутфен от 1207 до 1229 г.

## Биография
Той е син на граф Ото I (1150 – 1207) и съпругата му Рихардис фон Шайерн-Вителсбах (1173 – 1231), дъщеря на херцог Ото I от Бавария от род Вителсбахи.
В германския конфликт за трона Герхард IV е верен на Хоенщауфените.
През 1206 г. в Льовен се жени за Маргарета от Брабант († 1231), дъщеря на херцог Хайнрих I от Брабант и снаха на император Ото IV († 1218). Двамата са погребани в катедралата на Роермонд.

## Деца
Герхард и Маргарета имат децата:
- Ото II (1215 – 1271), граф на Гелдерн
- Хайнрих (1215/1217 – 1285), епископ на Лиеж (1247 – 1274)
- Маргарета († пр. 1251), омъжена 1237 г. за Вилхелм IV (1210 – 1278), граф на Юлих
- Рикарда († 1293/98), омъжена 1260 г. за Вилхелм IV (1210 – 1278), граф на Юлих